# Орлов, Михаил Михайлович
Михаи́л Миха́йлович Орло́в (20 сентября (2 октября) 1867 — 12 декабря 1932) — русский учёный-лесовод, советский профессор, член-корреспондент Академии наук Украинской ССР (1927), Герой Труда (1923), заслуженный деятель науки и техники РСФСР (1928).

## Биография
Родился в многодетной семье титулярного советника, рано потерявшей отца и кормильца.
В 1884 году он окончил Орловское реальное училище, но уже с 5 класса был вынужден помогать семье, занимаясь репетиторством.
В 1889 году получил в Петербургском Лесном институте звание учёного лесовода I разряда (за исторический очерк искусственного лесовозведения в России), после чего был направлен в качестве помощника лесничего в Лисинское учебно-опытное лесничество; одновременно он преподавал в одноимённой низшей лесной школе.
В 1889 году он стал стипендиатом высшего оклада при кафедре лесоустройства, которую возглавлял профессор А. Ф. Рудзкий; под его руководством Орлов занимался устроением леса в Саратовской губернии.
В 1890 году уехал на два года в научную командировку за границу с целью изучения ведения лесного хозяйства в
Германии, Франции, Швейцарии и Австро-Венгрии. По возвращении, в 1892—1894 годах работал старшим таксатором в Лесном департаменте Министерства государственных имуществ.
К 1894 году, за истекшие после окончания института 6 лет, молодой учёный опубликовал 19 работ на страницах «Лесного журнала» и журналов «Сельское хозяйство и лесоводство» и «Русское лесное дело», проявив при этом широкий научный кругозор, разносторонние знания и кипучую деятельность.
И в 1894 году он стал профессором Новоалександрийского института сельского хозяйства и лесоводства по кафедре лесоустройства, лесной таксации и лесоуправления с одновременным чтением курса «Лесные законы».
В 1901 году, после смерти профессора А. Ф. Рудзкого, М. М. Орлов был приглашён в родной Санкт-Петербургский лесной институт на кафедру лесоустройства; читал лекции по организации лесного хозяйства. В 1904—1907 годах он был официальным помощником директора Лесного института, а в 1907—1909 годах — его директором.
В 1908 году он получил чин действительного статского советника.
В 1910 году М. М. Орлов назначен председателем Лесного специального комитета Главного управления землеустройства и земледелия, а с 1925 года занял пост председателя Лесного учёного комитета при Центральном управлении лесами Наркомзема РСФСР.
Он возглавлял Управление учебно-опытными лесхозами Ленинградского лесного института. При учреждении в институте факультетов в 1924 году, М. М. Орлов был избран первым деканом лесохозяйственного факультета.
В 1927 году он был избран членом-корреспондентом АН Украинской ССР, а в 1928 году удостоен почётного звания заслуженного деятеля РСФСР. Михаил Михайлович Орлов стал первым в лесном хозяйстве Героем Труда.
Вскоре началась откровенная травля М. М. Орлова за научные убеждения и принципиальные взгляды, прежде всего, за отстаивание им принципа постоянства пользования лесом. Его взгляды, а заодно и взгляды уже покойного профессора Г. Ф. Морозова, были признаны буржуазными, идеологически вредными для социалистического государства и его лесного хозяйства. Орлов открыто выступал против национализации, муниципализации и социализации лесов России; критиковал лозунги Союза лесоводов: «…если земля трудящимся, то лес нуждающимся», считал недопустимым создавшееся с 1917 года двоевластие над лесами России — существовавшего ещё Лесного департамента и Совета Союза лесоводов, взявшего на себя функции вершителя судеб русского лесного хозяйства:

Не преувеличивайте лесного богатства России, оно не так велико, как думают, так как много только лесных площадей, но мало запасов древесных. Отбросьте мысль о земельном фонде за счёт лесов…
Идея муниципализации лесов будет следующим этапом русского лесоистребления, прикрываемого социалистической идеологией… разложение России идет так быстро и глубоко, что у нас каждая губерния, если не уезд, вероятно скоро будет претендовать на автономность и на передачу ему всех лесов… И теория и опыт не дают оснований считать эту форму лесовладения имеющей значительные преимущества перед теперешними, а тем более ставить её выше национализации лесов.
Если хотите сберечь русские леса, прекратите производящиеся ныне опыты муниципализации и социализации казённых лесов при помощи полной децентрализации казённого лесного управления и Советов лесничеств. Отбросьте мысль о том, что местное население может само себя контролировать в пользовании чужим лесом…
— М. М. Орлов
Михаил Михайлович Орлов скоропостижно скончался на кафедре в своём рабочем кабинете от кровоизлияния в мозг, как указывают источники — 26 декабря 1932 года. На могиле учёного указана дата смерти — 12 декабря 1932 года.
После смерти М. М. Орлова его имя на несколько десятилетий было предано забвению. Только к 100-летию со дня его рождения, в 1967 году, в Лесотехнической академии была проведена юбилейная конференция и был выпущен отдельный номер научных трудов академии (№ 129) под заглавием «Труды профессора М. М. Орлова и их значение в лесном хозяйстве».
М. М. Орлов похоронен на Новодевичьем кладбище Петербурга.